# Parafia św. Mikołaja w Bażynach
Parafia św. Mikołaja w Bażynach należy do dekanatu orneckiego, w XV w. należała także archiprezbiteratu w Ornecie.
W 1380 proboszczem w Bażynach był Mikołaj.
Od XVI w. była filią parafii w Osetniku.